# Vergleichende Werbung
Vergleichende Werbung bedeutet, dass in einer Werbung die Leistung eines oder mehrerer Wettbewerber mit dem eigenen Angebot verglichen wird. 

## Rechtliche Grenzen (Deutschland)
In Deutschland ist die vergleichende Werbung seit dem 14. Juli 2000 aufgrund einer EG-Richtlinie unter bestimmten Vorgaben erlaubt und im Gesetz gegen den unlauteren Wettbewerb (UWG) geregelt. Beispielsweise müssen die getroffenen Aussagen auch objektiv nachprüfbar sein und der Wahrheit entsprechen. Außerdem darf (vergleichende) Werbung nicht irreführend sein und Wettbewerber nicht verunglimpfen oder herabsetzen. Vorher war vergleichende Werbung in Deutschland mit Unkenntlichmachung des Konkurrenzproduktes erlaubt.
Die vergleichende Werbung ist in Deutschland in § 6 UWG geregelt. Danach ist jede Werbung, die unmittelbar oder mittelbar einen Mitbewerber oder die von einem Mitbewerber angebotenen Waren oder Dienstleistungen erkennbar macht, vergleichend. Sie stellt eine unlautere Wettbewerbshandlung gemäß § 3 UWG dar und gibt dem Wettbewerber Ansprüche auf Unterlassung und Schadenersatz, wenn sie
1. sich nicht auf Waren oder Dienstleistungen für den gleichen Bedarf oder dieselbe Zweckbestimmung bezieht,
2. nicht objektiv auf eine oder mehrere wesentliche, relevante, nachprüfbare und typische Eigenschaften oder den Preis dieser Waren oder Dienstleistungen bezogen ist,
3. im geschäftlichen Verkehr zu einer Gefahr von Verwechslungen zwischen dem Werbenden und einem Mitbewerber oder zwischen den von diesen angebotenen Waren oder Dienstleistungen oder den von ihnen verwendeten Kennzeichen führt,
4. den Ruf des von einem Mitbewerber verwendeten Kennzeichens in unlauterer Weise ausnutzt oder beeinträchtigt,
5. die Waren, Dienstleistungen, Tätigkeiten oder persönlichen oder geschäftlichen Verhältnisse eines Mitbewerbers herabsetzt oder verunglimpft oder
6. eine Ware oder Dienstleistung als Imitation oder Nachahmung einer unter einem geschützten Kennzeichen vertriebenen Ware oder Dienstleistung darstellt.

## Risiken
Die vergleichende Werbung ist ein sensibles Gebiet des Wirtschaftsrechtes, in dem es leicht zu juristischen Auseinandersetzungen kommen kann. Wirklich offensiv setzen daher nur wirtschaftlich starke Marktteilnehmer die vergleichende Werbung ein. Sinnvoll ist diese Art der Werbung besonders dann, wenn nur wenige große, aber bekannte Wettbewerber, vor allem im Konsumgütermarkt, am Marktgeschehen teilnehmen. Neben dem Risiko juristischer Auseinandersetzungen wird auch das eigene Image berührt. So kann durch eine zu aggressive Werbung und zu harte Angriffe gegen den Konkurrenten die Sympathie der eigenen Marke sinken. In der Praxis loten viele Unternehmen die rechtlichen Grenzen aus oder gehen bewusst darüber hinaus, da ihre unlautere Werbemaßnahme bis zum verlorenen Rechtsstreit messbare Erfolge verspricht, die höher sind als die zu erwartenden Kosten aufgrund eines verlorenen Verfahrens. Mehrere Beispiele dafür liefert der Billigflug-Anbieter Ryanair, der unter anderem vergleichende Preise angab, die keine Zusatzkosten enthielten.

## Unternehmen, welche vergleichende Werbekampagnen durchgeführt haben
- McDonald’s vs. Burger King

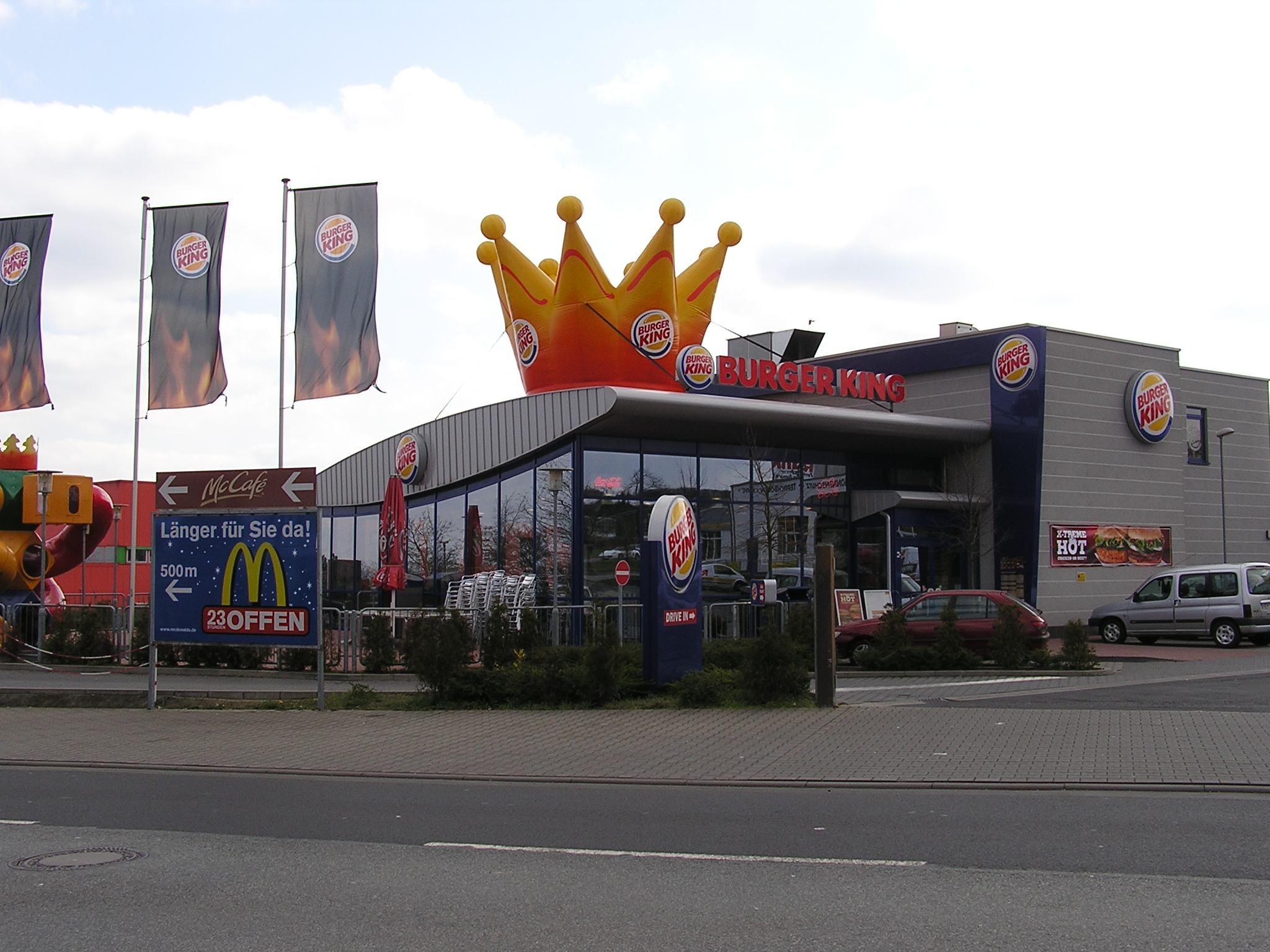
Vergleichende Werbung von McDonald’s vor einem Burger-King-Restaurant

- Pepsi vs. Coca-Cola, siehe auch „Cola-Krieg“
- Deutsche Telekom vs. Tele2
- Saturn vs. Media Markt (beide Marken gehören der Media-Saturn-Holding)
- Praktiker vs. Obi
- Apple vs. Microsoft, Intel und Samsung
- O2 vs. Deutsche Telekom und Vodafone
- der österreichische Mobilfunkanbieter Telering vs. Mitbewerber (Telekom Austria, One, T-Mobile...)
- Amazon vs. Apple
- Audi vs. Mercedes
- Thalia Bücher vs. Amazon[1]
- die tageszeitung vs. Bild (siehe Die tageszeitung#Das Verhältnis zum Axel-Springer-Verlag)
- Rexona vs. Nivea
- Coop (Schweiz) vs. Migros, früher auch Denner vs. Migros
- Knorr vs. Maggi, der sogenannte „Suppenkrieg“.
- Sega vs. Nintendo, der sogenannte "Konsolenkrieg"
- 1&1 vs. Deutsche Telekom
- Strato vs. 1&1
- Lidl vs. EDEKA, Real und IKEA